# Arctocetraria
Arctocetraria is een geslacht van korstmossen uit de familie Parmeliaceae. De typesoort was Arctocetraria andrejevii, maar deze is overplaatst naar het geslacht Nephromopsis als Nephromopsis andrejevii. Het bevat alleen Arctocetraria simmonsii.

## Taxonomie
Het geslacht werd in 1993 omschreven door lichenologen Ingvar Kärnefelt en Arne Thell, waarbij Arctocetraria andrejevii als typesoort werd aangewezen.
In 2017 gebruikten Pradeep Divakar en collega's een toen recentelijk ontwikkelde 'temporele fylogenetische' benadering om temporele banden te identificeren voor specifieke taxonomische rangen in de familie Parmeliaceae, wat suggereert dat groepen soorten die binnen het tijdsbestek van 29,45-32,55 miljoen jaar geleden uiteenliepen, vertegenwoordigen geslachten. Ze stelden voor om Arctocetraria synoniem te maken met Nephromopsis, samen met verschillende andere Parmelioïde geslachten, zodat alle geslachten binnen de Parmeliaceae ongeveer even oud zijn. Hoewel sommige van hun voorgestelde taxonomische veranderingen werden aanvaard, werd de synoniemisering van de Parmelioïde geslachten met Nephromopsis niet geaccepteerd in een latere kritische analyse van de temporele fylogenetische benadering voor de classificatie van schimmels.